# Joanna Nowicka
Joanna Nowicka (n. 25 iulie 1966, Kołobrzeg, Pomerania Occidentală, Polonia) este o arcașă ce a reprezentat Polonia, medaliată olimpică. A participat la 4 ediții ale Jocurilor Olimpice (1988, 1992, 1996, 2000) în care a câștigat o medalie de bronz.